# Grant megye (Nebraska)
Grant megye az Amerikai Egyesült Államokban, azon belül Nebraska államban található. Megyeszékhelye és legnagyobb városa Hyannis. Lakosainak száma 611 fő (2020. április 1.). Grant megye Cherry, Arthur, Garden, Sheridan és Hooker megyékkel határos.

## Népesség
A megye népességének változása:
| Lakosok száma | 610  | 638  | 628  | 633  | 641  | 611  |
|               | 2010 | 2011 | 2012 | 2013 | 2015 | 2020 |